# BigBang Is V.I.P
BIGBANG Is V.I.P는 대한민국의 음악 그룹 빅뱅의 두 번째 싱글 음반이다. YG 엔터테인먼트에 의해 발매되었다. 총 4곡이 수록 된 이 음반은 Perry가 프로듀서를 맡고, G-Dragon이 가사를 썼다. 타이틀 곡 "La La La"는 빅뱅의 멤버들이 모두 가사에 참여했다. 스타일은 R&B, Hip-hop과 Pop이 믹스 된 음악이 담겨 있다. 빅뱅의 첫 싱글과 마찬가지로 셀프 촬영 영상과 뮤직 비디오가 수록 된 VCD가 함께 담겨져 있다. 이 음반 발매를 앞두고 빅뱅은 2006년 9월 23일  음악 프로그램 《쇼! 음악중심》에서 "La La La"로 전격 데뷔하였다.

## 트랙 리스트
| #             | 제목                                | 작사          | 작곡               | 편곡               | 재생 시간 |
| ------------- | ----------------------------------- | ------------- | ------------------ | ------------------ | --------- |
| 1.            | 〈La La La〉                        | BIGBANG       | Perry              | Perry              | 3:00      |
| 2.            | 〈Ma Girl (태양, G-DRAGON, T.O.P)〉 | G-DRAGON      | Israel Dwaine Cruz | Israel Dwaine Cruz | 3:52      |
| 3.            | 〈V.I.P〉                           | BIGBANG       | G-DRAGON, 김도현   | 김도현             | 3:04      |
| 4.            | 〈La La La (Inst.)〉                | BIGBANG       | Perry              | Perry              | 3:00      |
| 총 재생 시간: | 총 재생 시간:                       | 총 재생 시간: | 총 재생 시간:      | 총 재생 시간:      | 12:52     |

## 차트 성적
| 날짜            | 차트                      | 최고 순위 | 음반 판매량 | 차트 롱런 |
| --------------- | ------------------------- | --------- | ----------- | --------- |
| 2006년 9월 28일 | 대한민국(9월) 차트        | #8        | 21,000      |           |
| 2006년 9월 28일 | 대한민국(10월) 차트       | #19       | 26,521      |           |
| 2006년 9월 28일 | 대한민국(11월) 차트       | #40       | 28,195      |           |
| 2006년 9월 28일 | 대한민국(12월) 차트       | #46       | 30,101      |           |
| 2006년 9월 28일 | 2006년 연간 차트          | #44       | 30,101      |           |
| 2006년 9월 28일 | 대한민국(2007년 1월) 차트 | #46       | 31,361      |           |
| 2006년 9월 28일 | 대한민국(2007년 2월) 차트 | #40       | 32,503      | 30 주간   |